# Robson Matheus
Robson Matheus (Santa Cruz de la Sierra, 18 de mayo de 2002) es un futbolista boliviano que juega en la demarcación de centrocampista para el Club Bolívar de la Primera División de Bolivia.

## Selección nacional
El 25 de marzo de 2024 hizo su debut con la selección de Bolivia en un partido amistoso contra Andorra que finalizó con un resultado de 1-0 a favor del combinado boliviano tras el gol de Ramiro Vaca. Además fue convocado para jugar la Copa América 2024.

## Clubes
| Club              | País    | Año       | Partidos | Goles |
| ----------------- | ------- | --------- | -------- | ----- |
| Club Always Ready | Bolivia | 2023-2025 | 48       | 12    |
| Club Bolívar      | Bolivia | 2025-     | 16       | 2     |